# Cosmétique de l'ennemi
Cosmétique de l’ennemi est le dixième roman d’Amélie Nothomb, publié en 2001 chez Albin Michel.

## Résumé
« Sans le vouloir, j’avais commis le crime parfait : personne ne m’avait vu venir, à part la victime. La preuve, c’est que je suis toujours en liberté. ». Toute l’histoire se passe dans le hall d’un aéroport : Jérôme Angust, un homme en voyage d’affaire, attend un avion en retard. Il rencontre un autre homme « cosmétique », Textor Texel, qui deviendra son bourreau et ne cessera de l’importuner jusqu’à la fin dans un dialogue digne d’Hygiène de l’assassin.

## Adaptation

### Théâtre
Ce roman a été adapté pour le théâtre dans une création et coproduction du Théâtre Le Public à Bruxelles et du Théâtre de l’Ancre à Charleroi en 2005.
- Acteurs : Philippe Jeusette et Alexandre Trocki
- Sous le regard de : Janine Godinas
- Lumière : Zvonoc
- Construction décor : Giuseppe Coppolino
- Assisté de : Julien Flach, Raymond Verbelen et Didier Cornet
- Photos : Cassandre Sturbois
- Directeur technique : Gérard Raquet

Ce roman aussi a été adapté pour le théâtre en Suisse romande en 2003, repris deux fois depuis, et joué plus de 70 fois.

### Cinéma
Le roman a été adapté par le réalisateur espagnol Kike Maíllo sous le titre A Perfect Enemy en 2020.

## Traductions
Le roman d'Amélie Nothomb a été traduit en espéranto sous le titre Kosmetiko de l'malamiko, par le Centre Culturel Nantes Espéranto,  (ISBN 2-9514747-5-X), copyright Paris, Albin Michel 2001.